# Need For Speed IV: High Stakes
Need for Speed: High Stakes (também conhecido como Need for Speed IV: Road Challenge na América do Sul e na Europa e Over Drivin' 4 no Japão) é um jogo eletrônico de corrida de 1999, desenvolvido pela EA Canada e publicado pela Electronic Arts. É parte da série Need For Speed, mais uma vez apresentando uma série de carros esportivos exóticos e pistas localizadas na Europa Ocidental e América do Norte.
Como em seu predecessor, Need for Speed III: Hot Pursuit, High Stakes mantém padrão de corridas e perseguições da polícia em jogo, bem como a introdução de uma nova forma de torneio (High Stakes), e dois modos de exercício (Getaway e Time Trap).

## Modo Carreira
Modo Carreira tem uma série cronológica de torneios que desafia o jogador a completar um conjunto de 8 corridas de carro por troféus para desbloquear os carros bônus e faixas, incorporando um sistema de recompensa monetária que permite a um jogador para comprar upgrades de veiculos, como o desempenho reparação, bem como ao ganhar dinheiro pela corrida. Além disso, cada Copa exige o jogador competir contra um oponente em uma corrida "High Stakes". Há mais torneios sobre a versão para PC, e eles são diferentes do PS1, por exemplo, a versão PS separa o carreira  em duas modalidades distintas, Torneio e Evento Especial, com o segundo a ser opcional.

## Modo Hot Pursuit
Semelhante ao mesmo modo do Need For Speed III: Hot Pursuit, o jogador pode ser o fugitivo ou o policial, e foi introduzido bloqueios de rua mais aprimorados e helicóptero nas perseguições. Dependendo da pista selecionada, cada viatura policial tem a pintura e sirene local do país.

## Carros
Característicos da primeira geração do Need For Speed, são apresentados carros exóticos, esportivos e ícones no mundo automobilístico, há seis carros DLC para PC e quatro de lançamentos regionais (que podem ser baixados para outras versões para PC). Alguns deles tem variações policiais e/ou variações para corridas profissionais.
- Aston Martin DB7  (Padrão no PSX e DLC no PC)
- BMW M5
- BMW Z3 Roadster 2.8
- BMW M Coupé  (PC DLC)
- BMW M Roadster  (PC DLC)
- Chevrolet Camaro Z28
- Chevrolet Corvette
- Ferrari 550 Maranello
- Ferrari F50
- Ferrari 360 Modena  (PC DLC)
- Ford Falcon XR8  (Edição Australiana)
- HSV SV99  (Edição Australiana - PC)
- HSV VT GTS  (Edição Australiana - PSX)
- Jaguar XKR
- Jaguar XJR-15  (PC DLC)
- Lamborghini Diablo SV
- Lister Storm  (PC DLC)
- McLaren F1 GTR
- Mercedes-Benz SLK 230
- Mercedes-Benz CLK-GTR
- Nissan Skyline GTR V-Spec R34  (Edição Japonesa)
- Pontiac Firebird Trans Am
- Porsche 911 Turbo (993)

## Pistas
- Celtic Ruins (Escócia)
- Landstrasse (Alemanha)
- Durham Road (Inglaterra)
- Durham Road -Versão Australiana- (Austrália)
- Dolphin Cove (EUA)
- Kindiak Park (Canadá)
- Route Adonf (França)
- Snowy Ridge (EUA)
- Raceway 1 (Itália)
- Raceway 2 (EUA)
- Raceway 3 (Espanha)

## Trilha Sonora
Need For Speed High Stakes é o primeiro jogo da série em que as músicas não estão associadas a nenhuma pista. A trilha sonora composta principalmente por Rom di Prisco e Saki Kaskas, com a adição de músicas licenciadas que podem ser ouvidas durante as corridas.